# Pepi I:s pyramid
Pepi I:s pyramid är en pyramid i Egypten. Den ligger i guvernementet Giza, i den norra delen av landet, 23 km söder om huvudstaden Kairo. Pepi I:s pyramid ligger 42 meter över havet. Den byggdes åt faraon Pepi I.
Terrängen runt Pepi I:s pyramid är platt, och sluttar österut. Runt Pepi I:s pyramid är det mycket tätbefolkat, med 9 644 invånare per kvadratkilometer. Närmaste större samhälle är Giza, 17,1 km norr om Pepi I:s pyramid. Trakten runt Pepi I:s pyramid består till största delen av jordbruksmark.